# Ana Vivoda
 Ana Vivoda  (Rijeka, 10. rujna 1979.) pripadnica je mlađe generacije hrvatskih umjetnica čije je istraživanje pratilo stjecanje prvog umjetničkog doktorata iz područja grafike u Hrvatskoj.

## Životopis
Diplomirala je na Odsjeku za likovnu umjetnost Filozofskog fakulteta Sveučilišta u Rijeci 2002. godine. Završila je poslijediplomski studij (projektni studij) na Royal University College of Fine Arts u Stockholmu, Švedska. Doktorirala je na Akademiji likovnih umjetnosti Sveučilišta u Zagrebu 2013. godine. Radila je na Akademiji primijenjenih umjetnosti Sveučilišta u Rijeci, Učiteljskom fakultetu u Rijeci, Odsjeku u Gospiću, a od 2011. docentica je na Odjelu za nastavničke studije u Gospiću - Sveučilište u Zadru. U zvanje izvanrednog profesora izabrana je 2017. godine. Izlagala je na nekoliko umjetničko  znanstvenih skupova i konferencija.

## Izložbene aktivnosti
Članica je Hrvatskog društva likovnih umjetnika.
Organizirala je nekoliko samostalnih izložbi grafika i crteža (u Rijeci, Madridu, Zagrebu, Puli,Lošinju, Nišu).
Sudjelovala je na stotinama međunarodnih izložbi grafike, crteža i umjetničkih knjiga -Krakow International Print Triennale.Guanlan - International Print Biennale,  Njemačka Međunarodna
izložba grafike,Frechen, Splitgraphic International Print Biennal, New Prints, International
Print Center u New Yorku, Međunarodno bijenale grafike Taiwan, Međunarodno natjecanje suvremene umjetnosti Alicante, Međunarodno bijenale
eksperimentalne grafike, Rumunjska, Varna- Međunarodno grafičko bijenale, Međunarodno bijenale
knjige umjetnika Biblioteke Aleksandrine,Egipat, kao i Međunarodni triennale grafičke umjetnosti Bitola – MGT Bitola.,

## Stvaralaštvo
Ana Vivoda inzistira na promišljanju procesualnosti grafičkog traga – tijeku, razvoju, kretanju, rastu,
razvoju i nestajanju vizualizirane misli – na promišljanju promjene traga vlastitog rukopisa u grafičkom
tkivu i multimlicizaciji njegova značenja sa svakom kreativnom intervencijom.
Tiskani list za promatrača prikazuje strukture koje pohranjuju i prenose informacije o procesu u kojemu je
autor svjestan promjenjivosti i kretanja kao temelja postojanja, ističući umjetnički čin koji treba prevladati ograničenja medija.
Mentalne slike se "utjelovljuju" u crte tehnikom koja autoritativno izražava stav prema propitivanju
odnosa vlastite stvaralačke volje i prostora u kojem se ta volja očituje. Umnožavanje linija, njihova
koherentnost, prenosi na grafički list energetski naboj prostora ispunjenog informacijskim strukturama.
Linija postaje prijenosnik misli, čisti potencijal, izvor svih vjerojatnosti. Promatračeva vještina gledanja
zapravo je vještina transformacije, a njegova spremnost na interakciju s tragom na crtežu presudna je u
stvaranju forme naknadne slike, one koja izvire iz mentalne slike koja prati stvaralački čin. Proširena
definicija grafičkog medija, shvaćanje grafike kao principa rada i mišljenja, čini je trajno poticajnim
istraživačkim poljem, a Annu Vivodu jednom od konstantno perspektivnih pojava glavne međunarodne
grafičke scene.
Suptilna, promišljena, razvija vlastitu liriku koja je u sintetičkom suodnosu s književnom i glazbenom
strukturom, vraćajući smisao umjetnosti u homogenom, isprepletenom i čvrstom međusobnom odnosu.

## Nagrade
Dobitnik brojnih domaćih i međunarodnih nagrada: Francuska, Nagrada grada Sarcellesa, 20.
Međunarodni bijenale grafike (Sarcelles -Val de France), Španjolska, 7. Open Portfolio Fig Bilbao, jedna
od četiri jednakovrijedne nagrade, Rumunjska, Nominacija za nagradu, 3th International Contemporary
Engraving Biennale, Iași 2019 (Muzeul National Moldova), Hrvatska, Nagrada Grafičke zbirke NSK, 4.
trijenale hrvatskog crteža, (Zagreb, Kabinet grafike HAZU) Hrvatska, 52. Salon u Zagrebu (Zagreb,
Muzej Mimara), Posebna nagrada, 8. Međunarodni grafički biennale Splitgrafic, Split; Španjolska,
Posebno priznanje žirija, Carmen Arozena Print Prize, (Museo Casa de la Moneda (Madrid),
Madrid);Meksiko, Posebn priznanje žirija, José Guadalupe Posada International Graphics
Biennale, (Jose Guadalupe Posada Museum, Aguascalientes); Italija, Posebno priznanje žirija,
11. Međunarodni bijenale grafike Acqui Terme Španjolska, Druga međunarodna nagrada za natjecanje
suvremene grafike (Museo de Bellas Artes de Bilbao); Nagrada Zaklade Sveučilište u Rijeci 2011.; Italija, Posebna nagrada žirija, Premio Fibrenus (Museo Civico di Sora, Carnello di Isola del Liri);
Španjolska, medalja na 3. međunarodnom bijenalu umjetnosti "Aires de Cordoba", (Cordoba); Hrvatska,
3. nagrada, 40. Lički likovni anale, (Muzej Like Gospić); Hrvatska, Posebno priznanje 
žirija, 4. trijenale hrvatske grafike, (Zagreb, Gliptoteka HAZU); Španjolska, 1. nagrada, Prva
međunarodna izložba grafike "Ciudad de Orduña";,Orduña, Španjolska; Španjolska, jedna od tri
ekvivalentne nagrade međunarodnog grafičkog natječaja za mlade umjetnike, Grabado y Edicion,[[San
Lorenzo del Escorial]], Madrid; Hrvatska, Posebna nagrada žirija, 2.Drava Art Annals,Koprivnica;
Hrvatska, Nagrada Kabineta grafike Hrvatske akademije znanosti i umjetnosti na Trećem hrvatskom
trijenalu grafike, Zagreb;Srbija i Crna Gora, Grand Prix, VI. Međunarodno bijenale suhe igle,Užice;
Hrvatska, Nagrada, 4. međunarodna izložba ex librisa "Čovjek i riba";, Rijeka; Rumunjska, nagrada Ex
aequo, Međunarodni festival grafičke umjetnosti, Cluj-Napoca.
Dobitnica je i nagrade za doprinos svjetskom grafičkom stvaralaštvu Međunarodni triennale grafičke umjetnosti Bitola – MGT Bitola, valja istaknuti da ova međunarodna grafička manifestacija u Makedoniji, počevši od devetog i desetog trijenala, potpuno odbacuje elitistički i često kontroverzne nagrade tipa Grand Prix,
prva, druga itd., smatrajući da se time samo potiče stanoviti nepotrebni elitizam i odlučujući se isključivo
samo za posebne nagrade za svjetski doprinos grafičkom stvaralaštvu, čija je nositeljica Ana Vivoda.

## Zbirke
Radovi joj se nalaze u brojnim domaćim i međunarodnim zbirkama i kolekcijama, npr.; Kabinet grafike Hrvatska akademija znanosti i umjetnosti, Muzej suvremene umjetnosti, Grafička zbirka Nacionalna i sveučilišna knjižnica, Muzej moderne i suvremene umjetnosti Rijeka, Muzej Sveučilišta u Alicanteu, Španjolska i mnogi drugi.

## Vanjske poveznice
- Traces by Ana Vivoda
- Bilježenje tragova
- Ana Vivoda Together Apart: #Shelter
- Ana Vivoda
- ana vivoda
- Izložba Ane Vivode u Malom Lošinju
- Komadići jutra  Arhivirana inačica izvorne stranice od 14. svibnja 2021. (Wayback Machine)